# Diskografie skupiny Abstract
Diskografie slovenské instrumentální metalové (některé zdroje uvádějí i Atmospheric Dark Metal anebo Atmospheric/Experimental Progressive metal) skupiny Abstract se zatím skládá z třech demo alb, jednoho mini alba, třech studiových alb, třech kompilačních alb a čtyř videoklipů.

## Demo alba

### Instrumental Emotions
Instrumental Emotions je první demo album skupiny Abstract, které patřilo vůbec k jedním z prvních instrumentálních hudebních nahrávek ve slovenském undegroundu Demo bylo nahráno třemi původními členy skupiny, a to: Petrem "Legem" Lengsfeldem (doprovodná kytara), Palem Gáblikem (sólová kytara) a Ľudo Baloghem (bicí). Nahrávka vznikla ve studiu WR-6, nacházejícím se ve městě Sliač v lednu roku 1996. Demo album obsahovalo 4 skladby, které byly nahrány na jedné MC kazetě.

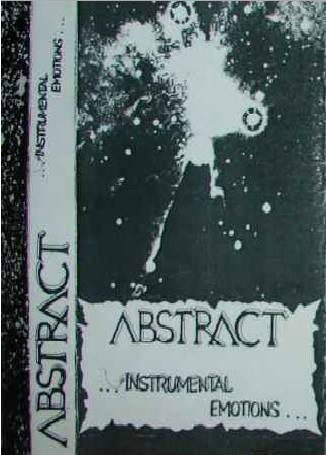
Přední strana obalu v pořadí prvního demo alba skupiny Abstract z roku 1996 s názvem Instrumental Emotions.

#### Zajímavosti z alba
Skladba „Shades of Mountains“ byla také nahrána i na druhém demo albu skupiny Aestuum II. (MCMXCVIII), ale jak uvádějí některé zdroje, nakonec se tam nedostala . V roce 2000 byla pak opět nahrána pro demo album Fragmenthea. A nakonec v roce 2005 byla nahrána znova v upravené verzi pro první oficiální album skupiny Fragmenthea.

#### Seznam skladeb
Strana A
1. „Soulplanetarium“ – instrumentální skladba – 5:13
2. „Galaxis“ – instrumentální skladba – 7:02

Strana B
1. „Shades Of Mountains“ – instrumentální skladba – 7:21
2. „Memories Throught The Overspeace“ – instrumentální skladba – 3:39

### Aestuum II. (MCMXCVIII)
Aestuum II. (MCMXCVIII) je druhé demo album skupiny Abstract, vydané v roce 1998. Album bylo nahrané ve studiu Red Green (Brusno) již v nové pětičlenné sestavě skupiny: Peter "Lego" Lengsfeld (doprovodná kytara), Pavol Gáblik (sólová kytara), Tomáš "Julo" Balon (basová kytara), Miloš "Milosh" Fábry (klávesy), Ľudo Balogh (bicí) a obsahovalo 7 skladeb čistě atmosférického instrumentálního metalu, které byly nahrané na jedné MC kazetě. Oficiálně vyšlo na přelomu léta a podzimu roku 1998 v nákladu 500 kusů a od prvého demo alba skupiny Instrumental Emotions se lišilo hlavně ve třech bodech: lepším zvukem, přidáním nových nástrojů (basová kytara,klávesy) a na konec tématy, kterými se skupina zaobírala.
Demo album Aestuum II.(MCMXCVIII) získalo pozitivní hodnocení u hudebních recenzentů a zaznamenalo také pozitivní ohlas u fandů skupiny Abstract. Po jeho vydání získala skupina stabilní místo na metalové scéně na Slovensku, v České republice a postupně i ve vzdálenějším zahraničí.

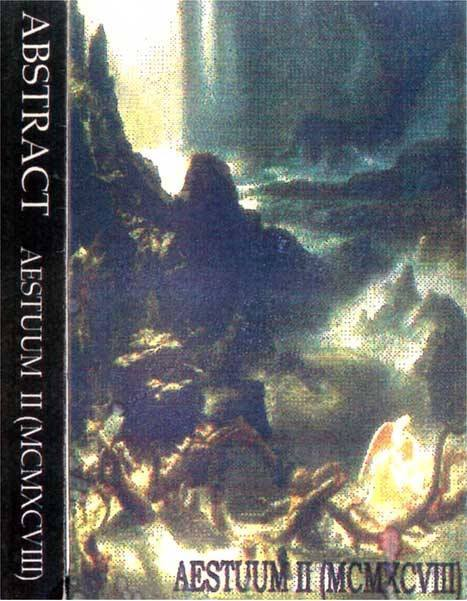
Přední strana obalu v pořadí druhého demo alba skupiny Abstract z roku 1998 s názvem Aestuum II. (MCMXCVIII).

#### Seznam skladeb
Strana A
1. „And The Where Is No Light“ – instrumentální skladba – 03:38
2. „Assorted Feelings“ – instrumentální skladba – 03:42
3. „Eqilibrium (tragic opus)“ – instrumentální skladba – 03:15
4. „The Last Of Melancholy“ – instrumentální skladba – 03:52
5. „Mystical Fields On The Earth“ – instrumentální skladba – 03:23
6. „Eqilibrium (astray)“ – instrumentální skladba – 02:07
7. „The End Of Romantics“ – instrumentální skladba – 02:46
8. „Shades Of Mountains“ – instrumentální skladba – (nahraná ve studiu, ale nakonec na albu nerealizovaná)

### Fragmenthea (demo)
Fragmenthea je třetí poslední demo album skupiny Abstract, které bylo vydáno v roce 2000.
Album bylo nahráno ve studiu Studio Exponent (Hlohovec) v pětičlenné sestavě skupiny: Peter "Lego" Lengsfeld (doprovodná kytara), Pavol Gáblik (sólová kytara), Tomáš "Julo" Balon (basová kytara), Miloš "Milosh" Fábry (klávesy) a Peter Gáblik (bicí), který nahradil na postě bubeníka Ľudo Balogha. Album obsahovalo 10 skladeb pojatých opět v duchu čisto atmosférického instrumentálního metalu, které již byly oproti předcházejícím dvěma demo albům nahrané na CD nosiči. Původně se album mělo stát prvním oficiálním albem skupiny, ale i navzdory uzavřené smlouvě bylo nakonec CD vydáno jen v malém počtu přibližně 200 kusů, a to v limitované edici jako promo pro média a fanoušky. Navzdory tomu však byli ohlasy veřejnosti a médií pozitivní a Abstract si tak posilnil svoji pozici v slovenském i českém undergroundu.

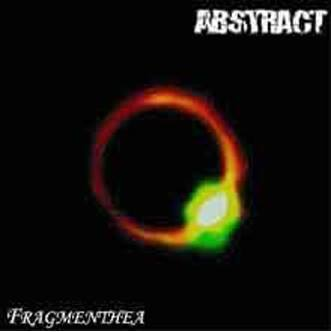
Přední strana obalu v pořadí třetího demo alba skupiny Abstract z roku 2000 s názvem Fragmenthea.

#### Zajímavosti z alba
Navzdory tomu, že mělo album "Fragmenthea" dobrý ohlas u veřejnosti, jako i u recenzentů v médiích, a s jeho propagací pomáhal skupině i Jarda Bezruč z In Deed Hell, nepodařilo se pro něj zabezpečit vydavatele . K samotnému studiovému vydání alba došlo až za pět let po ponuce od vydavatelství Dawnart records. Podmínkou vydání alba bylo natočení videoklipu a bonusové skladby. Skupině Abstract se ji podařilo splnit a v roce 2005 došlo k oficiálnímu znovu vydání tohohle alba doplněného o bonusy pod záštitou tohoto vydavatelství.

#### Seznam skladeb
1. „Of These Centuries“ – instrumentální skladba – 06:40
2. „When Men Cry“ – instrumentální skladba – 06_47
3. „A Fragment of Night Sorrow“ – instrumentální skladba – 06:17
4. „Last of Melancholy“ – instrumentální skladba – 04:15
5. „Men of Knowledge“ – instrumentální skladba – 06:34
6. „Shades of Mountains“ – instrumentální skladba – 07:00
7. „Assorted Feelings“ – instrumentální skladba – 03:36
8. „Dark Spectral Light“ – instrumentální skladba – 04:48
9. „...Aj Sochy Budú Plakať Krv“ – instrumentální skladba – 04:05
10. „There Is The Only One Way“ – instrumentální skladba – 02:32

### Symmetry
Symmetry je první oficiální mini CD skupiny Abstract, které vzniklo v roce 2002 na podnět malého vydavatelství FeedBack Productions. Nahrávalo se opětovně v hlohoveckém nahrávacím studiu, Studio Exponent, v pětičlenné sestavě známé již z demo alba Fragmenthea – Peter "Lego" Lengsfeld (doprovodná kytara), Pavol Gáblik (sólová kytara), Tomáš "Julo" Balon (basová kytara), Miloš "Milosh" Fábry (klávesy) a Peter Gáblik (bicí). Album se již vyznačovalo profesionálně zpracovaným obalem, bookletem a potlačí samotného CD. Obsahovalo 4 skladby instrumentální metalové hudby a jeho prvních 100 kusů navíc obsahovalo orientálně laděnou skladbu „Alladin“.

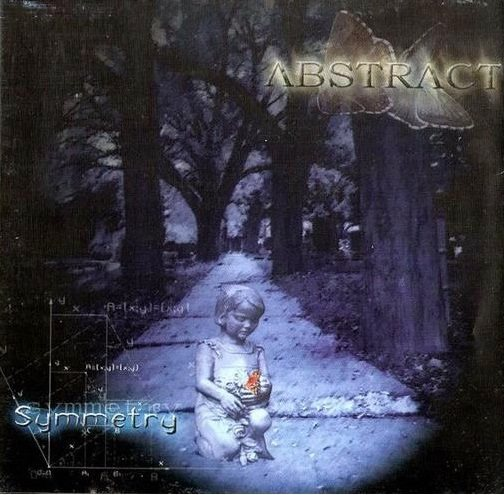
Přední strana obalu mini CD alba skupiny Abstract z roku 2002 s názvem Symmetry.

#### Seznam skladeb
1. „Unleash The Fury“ – instrumentální skladba – 06:06
2. „The Wretched People“ – instrumentální skladba – 05:22
3. „In The Sign Of Symmetry A“ – instrumentální skladba – 04:14
4. „I'm Your Bleeding Soil“ – instrumentální skladba – 06:55
5. „Alladin [Bonus Track]“ – instrumentální skladba – 02:48 (prvních 100 kusů CD)

## Studiová alba
- Fragmenthea (2005)
- The Pantomime In Neosolium (2008)
- Lightheory (2014)

## Kompilace
- BRUTAL ASSAULT "Open Air Vol. 8" – 2003 (CD), (Shindy Productions, Brutal Assault)
- BRUTAL ASSAULT "Open Air Vol. 10" – 2005 (CD), (Shindy Productions, Brutal Assault)
- Tartaros vol. 1 – 2009 (CD), (Tartaros, Pařát)

## Videoklipy
- „Men Of Knowledge“ – z roku 2005 k písni „Men Of Knowledge“ z alba Fragmenthea
- „Niarain“ – z roku 2007 k písni „Niarain“ z alba The Pantomime In Neosolium
- „Silhouttes“ – z roku 2015 k písni „Silhouttes“ z alba Lightheory
- „Fluorescent tube part 1.“ – z roku 2015 k písni „Fluorescent tube part 1.“ z alba Lightheory